# Aroa cambelli
Aroa cambelli är en fjärilsart som beskrevs av George Francis Hampson 1905. Aroa cambelli ingår i släktet Aroa och familjen tofsspinnare. Inga underarter finns listade i Catalogue of Life.